# St. Georg (Wörth)

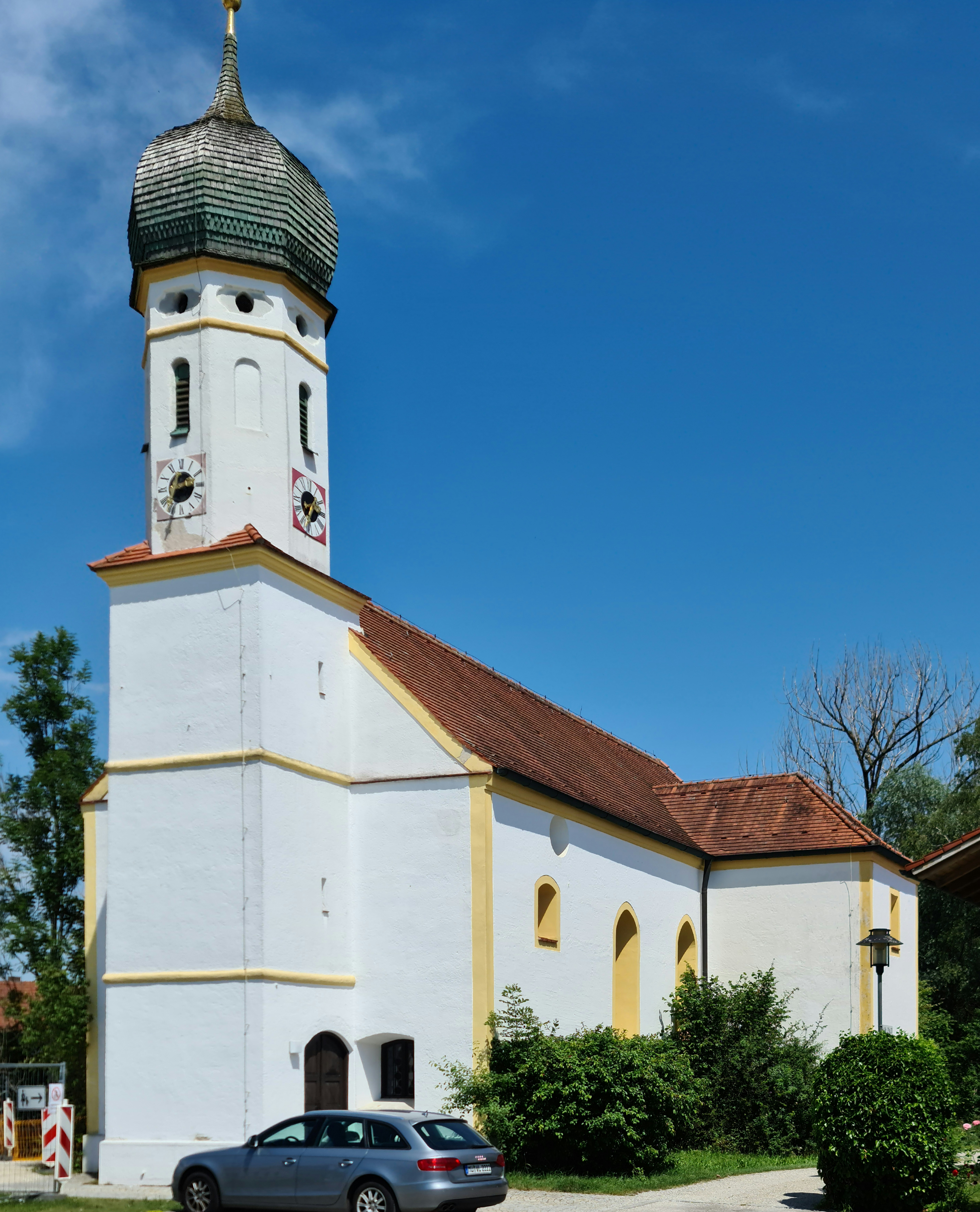
St. Georg in Wörth

Innenansicht

Die römisch-katholische Filialkirche St. Georg steht in Wörth, einem Gemeindeteil von Schwindegg im oberbayerischen Landkreis Mühldorf am Inn. Sie gehört zu den Baudenkmalen der Gemeinde Schwindegg und ist in der Bayerischen Denkmalliste unter der Nummer D-1-83-144-19 eingetragen. Die Kirche ist Teil des Dekanats Mühldorf im Erzbistum München und Freising.

## Beschreibung
Die gotische Saalkirche wurde im frühen 16. Jahrhundert unter Einbeziehung von Teilen des romanischen Vorgängerbaus errichtet und 1768 barock umgestaltet. Sie besteht aus dem Langhaus zu drei Jochen, dem Chor zu einem Joch im Osten mit Fünfachtelschluss, der Sakristei an der Südwand des Chors mit einem Oratorium im Obergeschoss und dem Kirchturm auf quadratischem Grundriss im Westen. Sein oberstes, achteckiges Geschoss enthält die Turmuhr und den Glockenstuhl mit zwei Glocken. Darauf sitzt eine Zwiebelhaube. 
Die von Balthasar Mang 1768 angefertigten Deckenmalereien mit der Darstellung des heiligen Georg wurden 1819 überarbeitet. Der Hochaltar wurde 1911 aufgestellt. Im Langhaus befindet sich eine Skulptur einer Mater Dolorosa von Christian Jorhan dem Älteren.